# Манаїв
Мана́їв — село в Україні, у Зборівській міській громаді Тернопільського району Тернопільської області.
До 2016 було підпорядковане Гарбузівській сільській раді. До Манаєва приєднано хутори Верис, Гора, Копанки, Підлукавець.
Розташоване на річці Серет, на заході району. Населення — 367 осіб (2001).

## Історія
Село згадується в 1510 році у фіскальних документах Золочівського ключа. В 1532 році село перейшло у власність Анжея Гурки 
Відоме від XVII століття.
Діяли «Просвіта», «Сільський господар» та інші товариства.
8 вересня 1930 року під будівлею читальні «Просвіти» в Манаєві закладено міну. Міна вибухнула та частково пошкодила будівлю[.
Наприкінці 1930-х на х. Верес працювала підпільна друкарня.
12 червня 2020 року, відповідно до розпорядження Кабінету Міністрів України № 724-р «Про визначення адміністративних центрів та затвердження територій територіальних громад Тернопільської області» увійшло до складу Зборівської міської громади.
19 липня 2020 року, в результаті адміністративно-територіальної реформи та ліквідації Зборівського району, село увійшло до складу Тернопільського району.

## Релігія
- церква Собору Пресвятої Богородиці (1930, кам'яна).

## Пам'ятки
- Встановлено пам'ятний знак на честь скасування панщини, насипана символічна могила Борцям за волю України.
- Гідрологічна пам'ятка природи місцевого значення Джерело під Бемовою горою.

## Відомі люди

### Народилися
- Данило  Богачевський — український громадський діяч, правознавець
- Костянтин Богачевський — релігійний діяч,
- О. Тарнавський — військовик,
- Б. Сікотовський — художник.

### Проживали
- о. Я. Тростянецький — краєзнавець, який 1938 видав книжку про Манаїв «Рідне село».

## Галерея

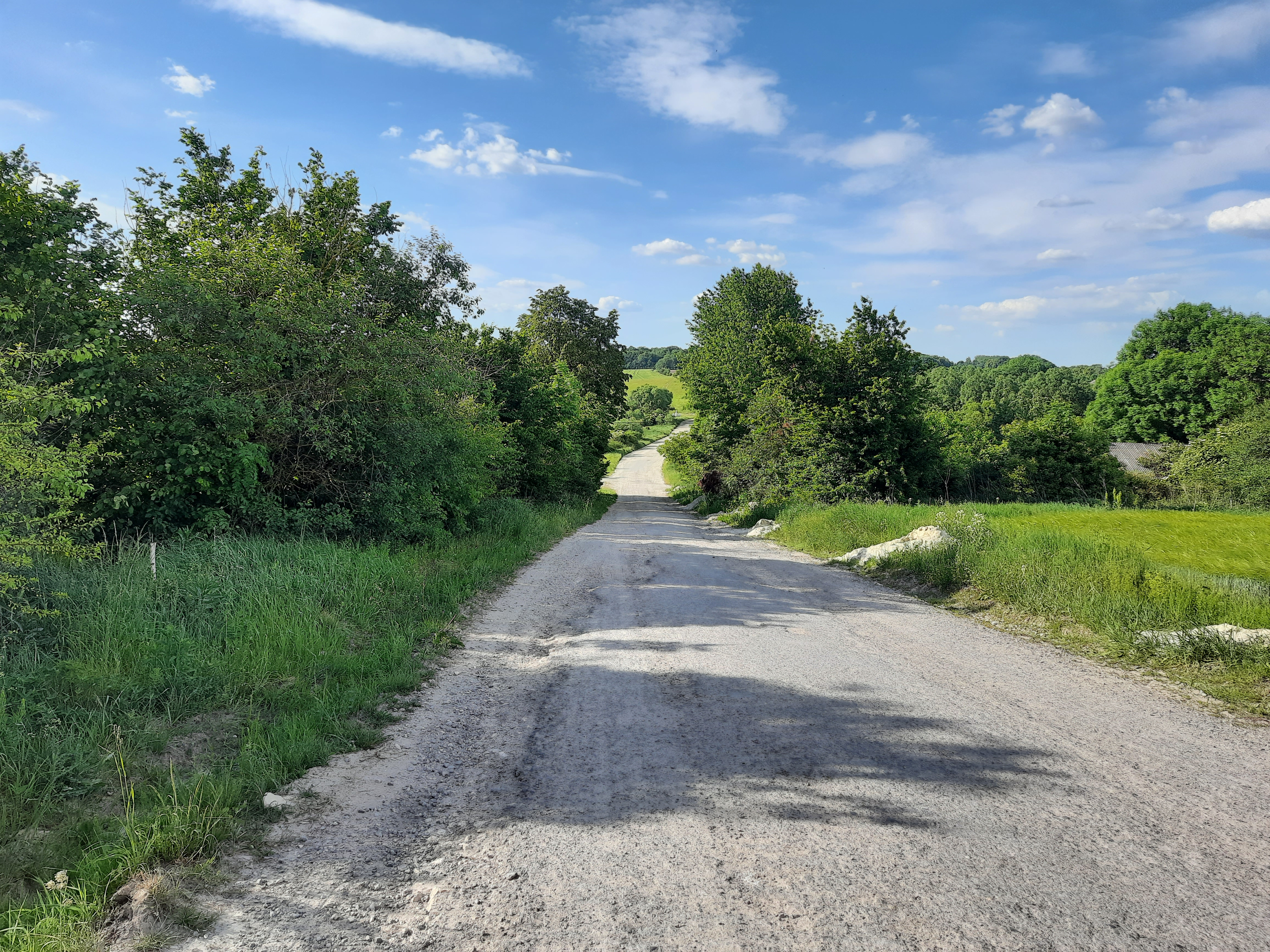
Дорога в село
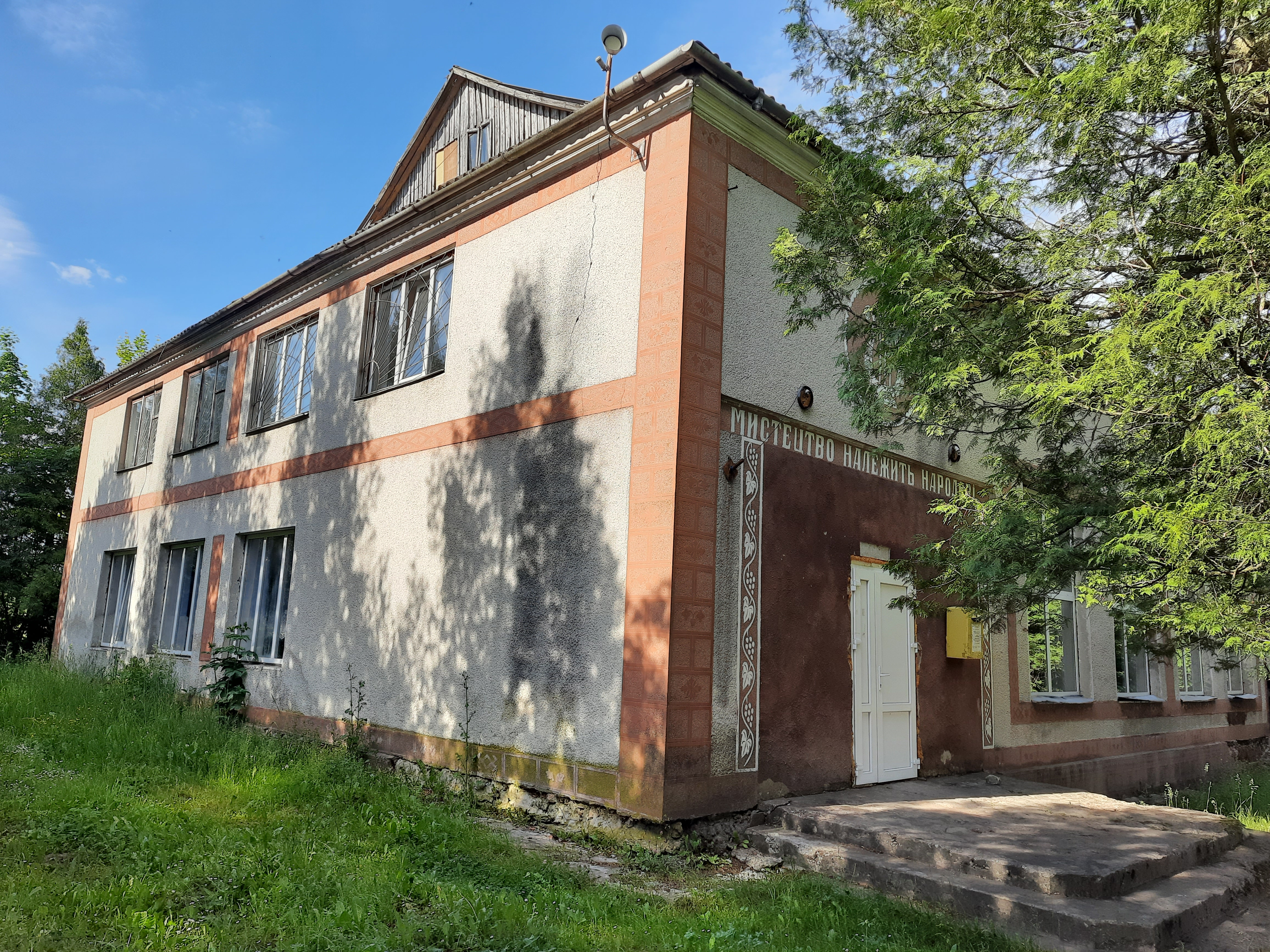
Будинок кудьтури
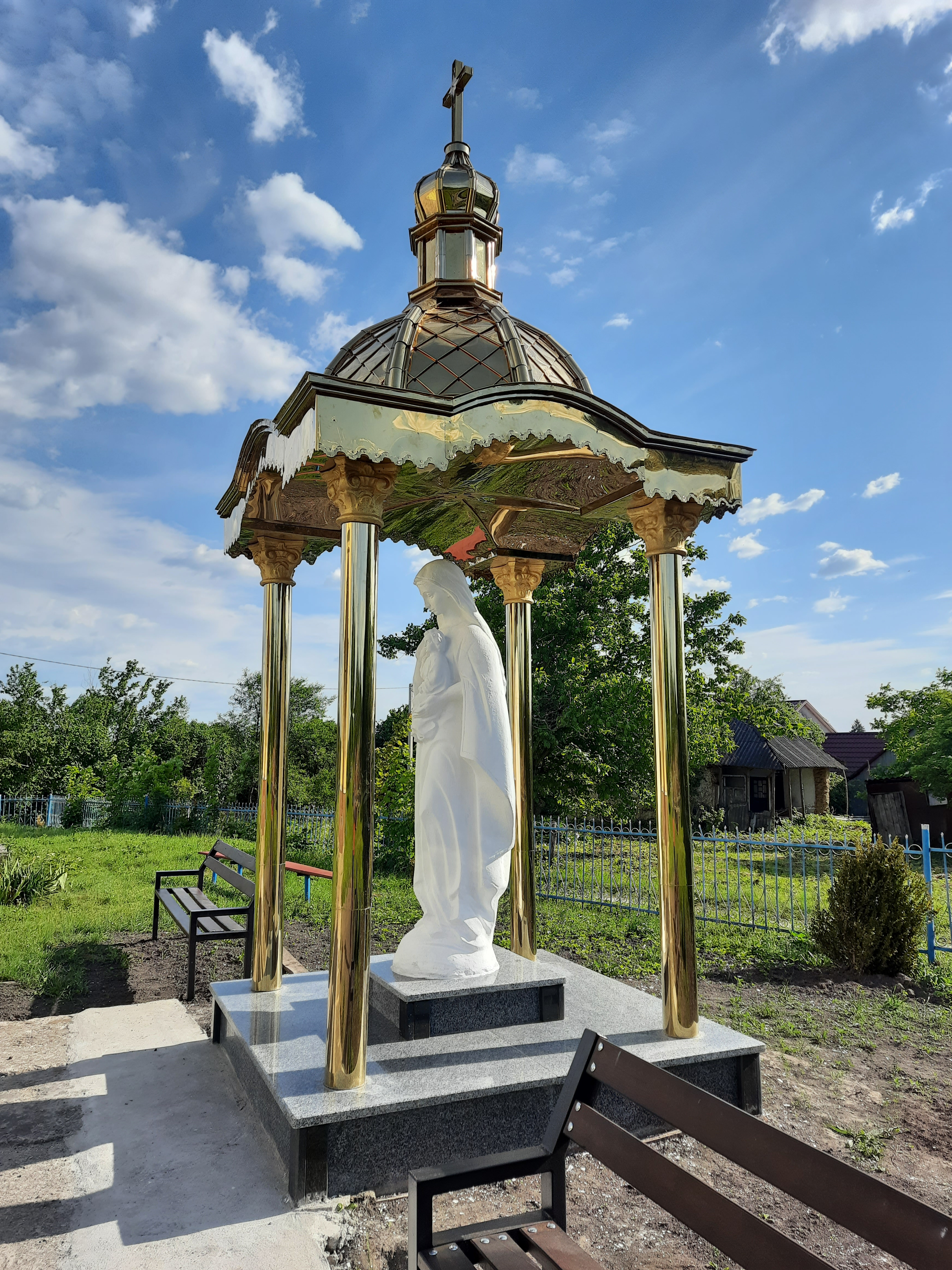
Статуя Божої Матері
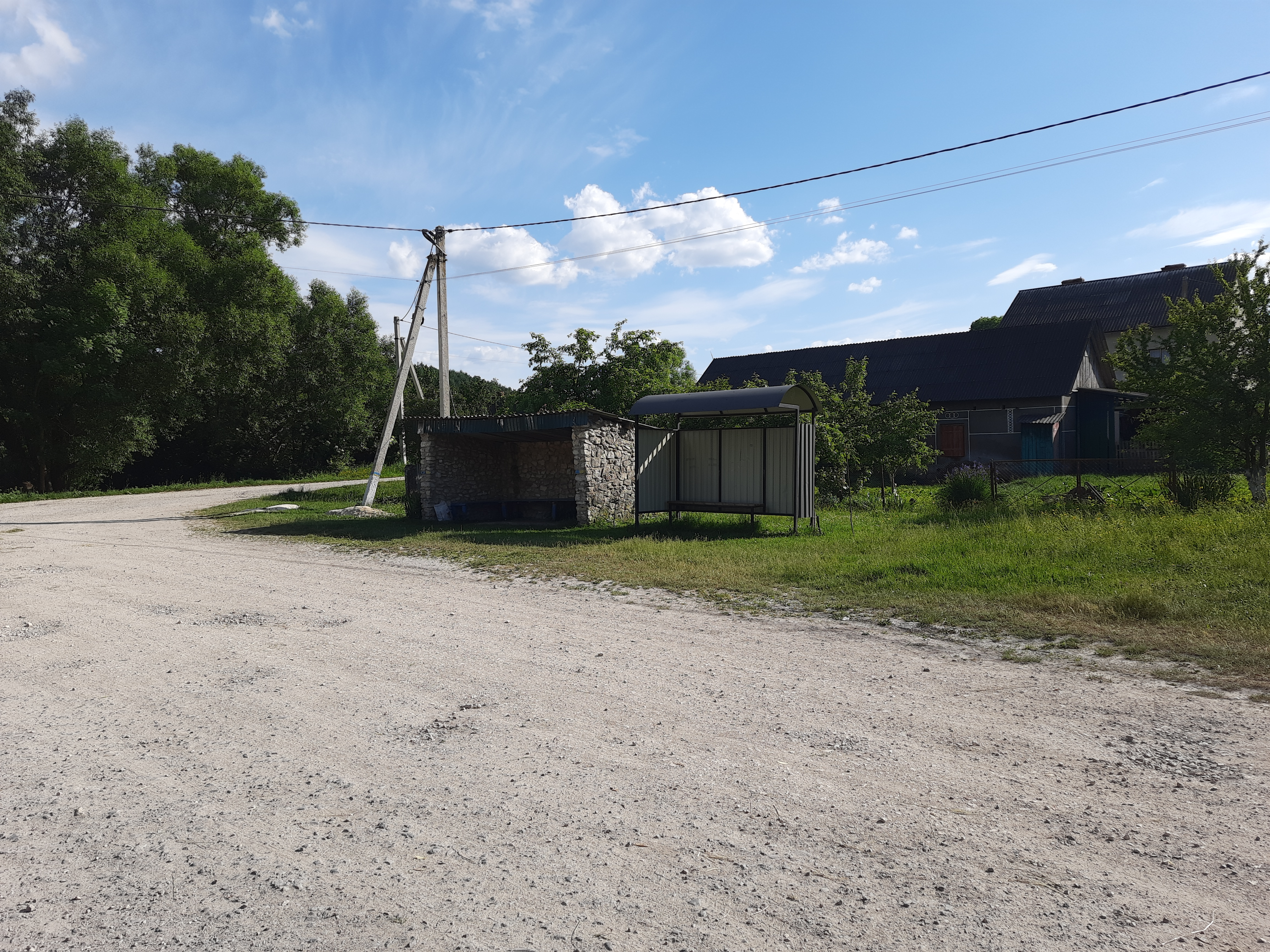
Автобусна зупинка
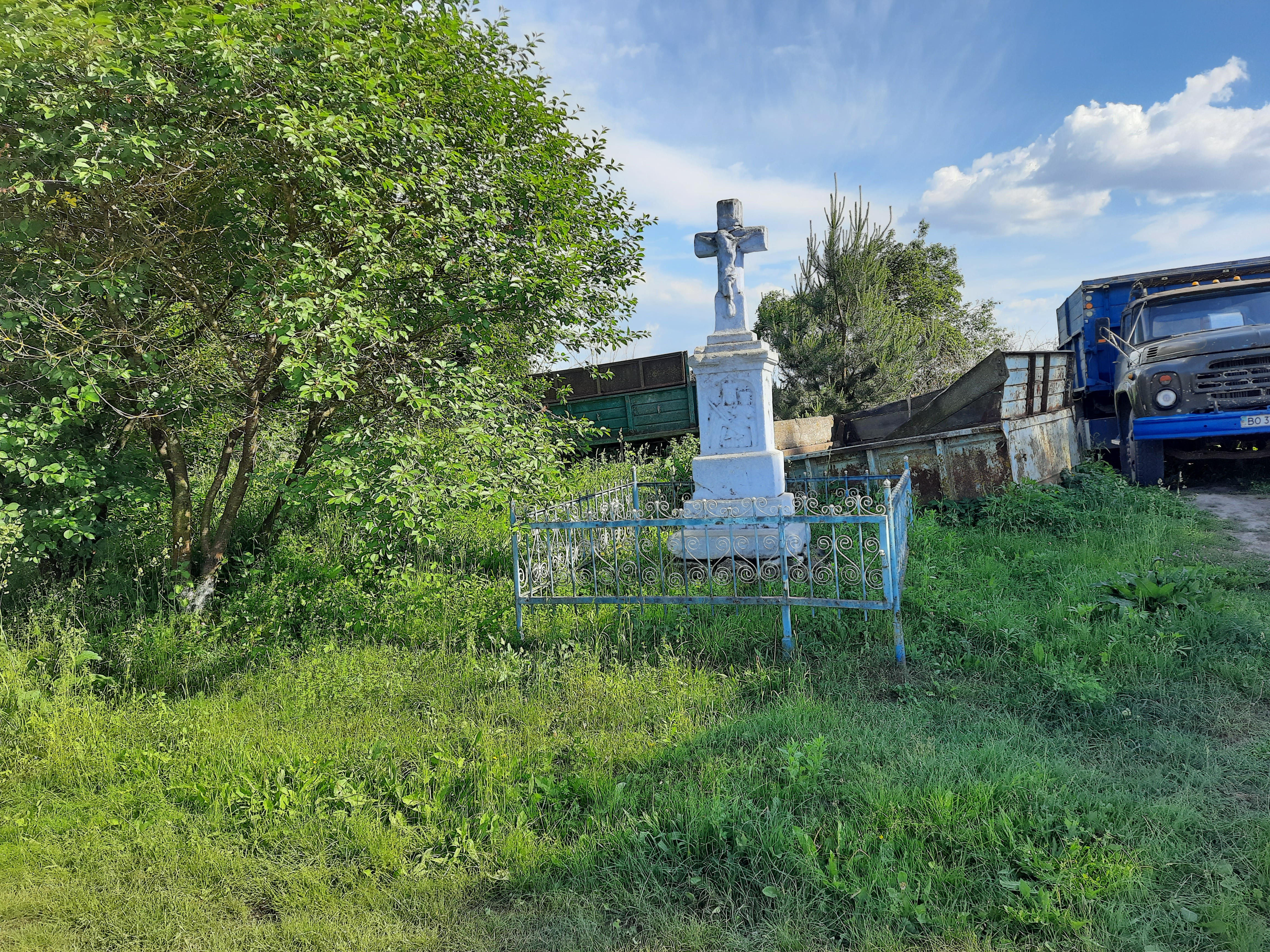
Пам'ятний хрест